# Tianeptin
Tianeptin (Stablon, Tatinol, Coaxil) atipični je triciklički antidepresiv koji djeluje kao agonist  μ-opioidnog receptora te kao modulator glutamatnih receptora. Primarno se koristi u liječenju velikog depresivnog poremećaja, a može se koristiti i za liječenje raznih oblika anksioznosti, astme i sindroma iritabilnog crijeva.
Tianeptin ima istaknuta antidepresivna i anksiolitička svojstva s relativno blagim sedativnim, antikolinergičkim i kardiovaskularnim nuspojavama. Tianeptinovo mjesto u bipolarnoj klasifikaciji odgovara sredini, između sedativnih i stimulativnih antidepresiva.
Tianeptin je otkriven i patentiran 1960-ih u Francuskoj te je i danas dostupan u toj zemlji, kao i u nizu drugih europskih zemalja, pod nazivom Coaxil. Koristi se i u Aziji i Latinskoj Americi kao Stablon i Tatinol, no nije odobren za korištenje u Australiji, Kanadi, Sjedinjenim Državama, Novom Zelandu i u Ujedinjenoj Kraljevini.

## Medicinska uporaba
Tianeptin se koristi u liječenju blage do umjerene depresije, posebice ako je prisutna komponenta anksioznosti. Siguran je i učinkovit u liječenju anksiozno-depresivne simptomatologije u starijih bolesnika. Djelotvoran je kod paničnog poremećaja i PTSP-a. Optimalna doza tianeptina, s obzirom na odnos učinkovitosti i nuspojava, iznosi 37.5 mg dnevno (12.5 mg triput na dan), što odgovara standardnoj terapijskoj dozi.
Antidepresivni učinak tianeptina povećava se u kombinaciji s fizičkom tjelovježbom.
Neka istraživanja pokazuju da je tianeptin koristan i za liječenje kronične boli, posebno fibromialgije. Smatra se da posjeduje analgetička svojstva primarno djelovanjem na mehanizam alodinije (preosjetljivosti na dodir).

## Nuspojave
Tianeptin može izazvati neželjene učinke (nuspojave), iako se one neće javiti kod svakoga. Tianeptin se obično smatra dobro podnošljivim. Popis nuspojava uključuje:
- bol u želudcu, bolove u trbuhu, suha usta, gubitak apetita, mučninu, povraćanje, zatvor, flatulenciju;
- nesanicu, pospanost, noćne more, umor;
- palpitacije;
- vrtoglavicu, glavobolju, klonulost, drhtanje, valove vrućine; otežano disanje, knedlu u grlu;
- bol u mišićima i zglobovima.

## Farmakologija i biokemijska svojstva
Iako se smatralo da je za njegov antidepresivni učinak ključan kontakt sa serotoninskim transporterima, odnosno da je pojačivač ponovne pohrane serotonina, danas je uvriježeno mišljenje da se tianeptin ponaša kao atipični agonist μ-opioidnog receptora s klinički zanemarivim utjecajem na δ- i κ-opioidne receptore te da normalizira i stabilizira glutamatnu neurotransmisiju. Uz ova svojstva, tianeptin pospješuje moždanu mitohondrijsku funkciju. Istraživanja ukazuju na to da bi glutamatergički mehanizam djelovanja mogao biti razlog anksiolitičkim svojstvima tianeptina.
Nedavno je opisano blago djelovanje tianeptina na μ-opioidne receptore koje bi moglo objasniti otpuštanje dopamina u limbičkom sustavu i njegovo sudjelovanje u modulaciji glutamatergičkih mehanizama. Unatoč relativnom manjku provedenih studija, rezultati novijih istraživanja potvrđuju tezu da tianeptin ima jedinstven način djelovanja među antidepresivima.

## Istraživanja
Otkrićem farmakološkog djelovanja tianeptina i činjenicom da ublažava simptome depresije bez modulacije serotonergičkog sustava, već putem glutamatergičkih mehanizama, uvelike je promijenjen pogled na biološki model kliničke depresije.
Kasnija istraživanja pokazala su da su neuroplastične promjene inducirane antidepresivima vjerojatno ključne za njihov klinički učinak. Specijalno, postoje dokazi da tianeptin sinaptičkim remodeliranjem (proliferacijom) u određenoj mjeri poništava i sprječava atrofiju nekih moždanih struktura, posebice hipokampusa, uzrokovanu kroničnom i pretjeranom izlaganju glutamatu koji se luči tijekom psihičkog stresa.
Također, tianeptin dovodi do povećanja razine moždanog neurotrofnog čimbenika (BDNF-a) u amigdali. U odsutnosti psihološkog stresa tianeptin povoljno djeluje na sposobnost pamćenja. Štoviše, na životinjskim modelima utvrđeno je da tianeptin, pored sprječavanja stresom izazvanih morfoloških promjena u hipokampusu i amigdali, sprječava utjecaj emocionalnog stresa na sinaptičku plastičnost u prefrontalnom korteksu i hipokampusu, što posljedično ima povoljan učinak na očuvanje sposobnosti pamćenja.
Tianeptin bi mogao biti djelotvoran u tretmanu neurorazvojnih poremećaja.
U jednom istraživanju na rezus makakijima, utvrđeno je da tianeptin nema većih utjecaj na san. Slični su se rezultati postigli i u jednoj studiji na drugim vrstama sisavaca. 
Postoje istraživanja na glodavcima koja ukazuju na to da tianeptin smanjuje izbjegavajuća ponašanja, što može sugerirati potencijalni blagi anksiolitički učinak u tretmanu socijalne anksioznosti.

### Usporedbe s drugim antidepresivima
U jednoj je studiji na glodavcima utvrđeno da tianeptin pokazuje veći antidepresivni učinak u odnosu na serotoninski modulator i stimulator vortioksetin, no potreban je oprez kada se rezultati na životinjskim modelima translatiraju na klinički učinak kod ljudi.

## Suplementi tianeptina
Iako je pri dozama uključivo ispod 50 mg dnevno vrlo siguran i učinkovit za liječenje depresije, pri znatno višim dozama (od 100 do 3000 mg dnevno) tianeptin ima potencijal za razvoj ovisnosti. Unatoč tomu što nije dostupan u SAD-u, nije pod kontrolom Uprave za hranu i lijekove (FDA) pa je u toj zemlji dostupan kao suplement s navodnim pozitivnim učincima na kogniciju, raspoloženje i seksualnu funkciju. No, kako njegova uporaba u toj zemlji nije regulirana, ti suplementi sadrže mnogo veću količinu tianeptina u usporedbi s terapeutskom i sigurnom dozom od 12.5 mg po tableti (odnosno, konzumacija do najviše 50 mg dnevno). Zato je u SAD-u tianeptin poznat kao „heroin s benzinske”.

## Vanjske poveznice
- Tianeptine – David Pearce – The Good Drug Guide

|  | Molimo pročitajte upozorenje o korištenju medicinskih informacija. Ne provodite liječenje bez savjetovanja s liječnikom! |